# Амбасада Јужноафричке Републике у Џуби
Амбасада Јужноафричке Републике у Џуби (енгл. South African Embassy in Juba) је дипломатско представништво Јужноафричке Републике које се налази у главном граду афричке државе Јужни Судан, Џуби. За првог амбасадора изабран је Г. П. Сетлоке.